# Battaglia dell'Aia
La battaglia dell'Aia (in olandese Slag om Den Haag) fu il primo assalto paracadutista della storia a subire l'opposizione delle forze avversarie, cosa che non avvenne durante la campagna di Norvegia. Lo scontro avvenne il 10 maggio 1940 come parte dell'invasione tedesca dei Paesi Bassi, nel quale si scontrarono l'Esercito regio olandese e le unità Fallschirmjäger della Luftwaffe. I paracadutisti tedeschi si lanciarono sopra L'Aia e l'area circostante, nel tentativo di catturare la città e gli aeroporti. Dopo aver preso la città, il piano prevedeva di catturare la regina Guglielmina per portare alla resa l'intero paese in un solo giorno. Il piano fallì e i tedeschi persero anche il controllo dei campi d'aviazione dopo il contrattacco olandese. Il grosso delle truppe sopravvissute di von Sponeck ripiegarono nelle vicine dune dove furono continuamente perseguiti e vessati dalle truppe olandesi finché il comando supremo olandese non si arrese cinque giorni dopo, a causa delle sconfitte sugli altri fronti.

## Il piano tedesco
I tedeschi pianificarono, con il nome in codice Fall Festung, di cogliere di sorpresa gli olandesi, mettendoli fuori gioco e potendo così isolare il comando dell'esercito olandese. Il loro intento era di volare sopra i Paesi Bassi in direzione nord-ovest per far credere agli olandesi di puntare verso il Regno Unito. I paracadutisti tedeschi si sarebbero lanciati invece sui campi d'aviazione di Ypenburg, Ockenburg e Valkenburg, per indebolire il nemico prima di attaccare L'Aia. I tedeschi si aspettavano che in questo modo la regina Guglielmina e il comandante in capo delle forze olandesi, Henri Winkelman, avrebbero deciso di arrendersi. Tuttavia, se gli olandesi non si fossero arresi, i tedeschi avrebbero preso possesso delle principali vie di comunicazione della città per soffocare i successivi contrattacchi. Uno degli obiettivi principali tedeschi era la cattura della regina e del governo olandese. I piani catturati, i cosiddetti "documenti  Sponeck", contenevano dettagli e una mappa per i paracadutisti tedeschi che erano atterrati sulla pista di atterraggio di Ockenburg. Tuttavia, le truppe non riuscirono a penetrare la difesa dell'Aia e quindi il piano fallì.

## La battaglia

### L'attacco tedesco

Bombardamenti sulle caserme e lanci di paracadutisti tedeschi nei tre aeroporti vicino all'Aja. Uno dei loro obiettivi principali ma non raggiunti era la cattura della regina Guglielmina.

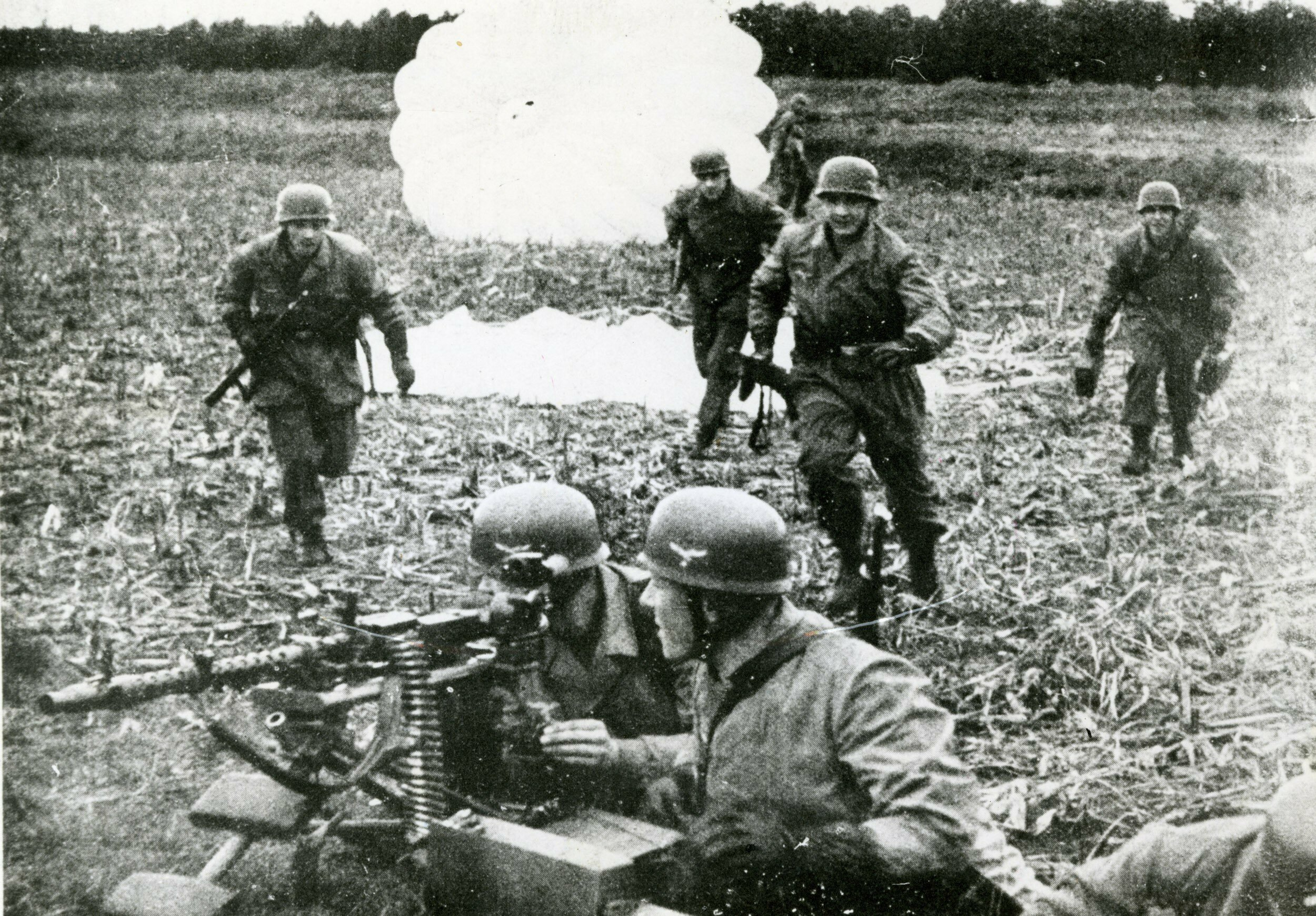
Soldati aviotrasportati tedeschi subito dopo l'atterraggio; posizione esatta sconosciuta.

All'alba del 10 maggio, i tedeschi attuarono il piano ma i cittadini de L'Aia non credettero che gli aerei si stessero dirigendo verso l'Inghilterra e si allarmarono. Un altro gruppo di aerei tedeschi volò direttamente all'Aia e alle 04:00 bombardò la caserma dell'esercito di New Alexander e l'adiacente campo militare di Waalsdorp, uccidendo rispettivamente 66 e 58 uomini. L'altro gruppo aereo tedesco tornò dal mare e bombardò l'aeroporto di Ypenburg intorno alle 04:15. Immediatamente dopo, gli aerei da trasporto iniziarono a lanciare paracadutisti in diverse ondate sul campo e nei dintorni, ma il fuoco delle mitragliatrici olandesi causò vittime e disperse i loro atterraggi. Molti aerei vennero costretti ad atterrare danneggiati o distrutti dai difensori, che bloccarono ulteriori arrivi. Le truppe tedesche attaccarono ed occuparono l'edificio principale dell'aerodromo ed issarono la bandiera tedesca per segnalare la vittoria. Tuttavia, gli olandesi riuscirono ad impedire ai tedeschi di avanzare oltre Ypenburg per entrare all'Aia.
Nel frattempo, i paracadutisti tedeschi si lanciarono sulla pista a Ockenburg. I difensori di Ockenburg non riuscirono a fermare i tedeschi ma guadagnarono tempo sufficiente perché giungessero le unità di fanteria olandesi, che impedirono ai tedeschi di avanzare verso L'Aia. Gli olandesi in seguito bombardarono il campo poiché i tedeschi lo stavano usando per far atterrare altre truppe.
L'aeroporto di Valkenburg era costruito parzialmente. Come con Ypenburg, le truppe tedesche bombardarono il campo prima di far atterrare i paracadutisti, infliggendo pesanti perdite agli olandesi. Anche se le successive ondate di paracadutisti subirono pesanti perdite, i difensori non furono in grado d'impedire che la pista di atterraggio cadesse nelle mani degli invasori tedeschi. Tuttavia, a causa della sua costruzione parziale, i tedeschi non poterono decollare, impedendo così l'atterraggio di ulteriori trasporti. Molti sbarcarono sulle spiagge vicine e vennero distrutti dagli aerei olandesi e dai bombardamenti del cacciatorpediniere olandese HNLMS Van Galen. Dopo diverse scaramucce terrestri, le truppe tedesche occuparono il villaggio di Valkenburg e alcuni ponti ed edifici a Katwijk, lungo il Vecchio Reno.

### Il contrattacco olandese
Sebbene le truppe tedesche fossero riuscite a conquistare i tre aeroporti, fallirono nel loro obiettivo primario di prendere la città dell'Aia e di costringere gli olandesi alla resa. Di conseguenza, l'esercito olandese lanciò una controffensiva da Ypenburg diverse ore dopo. In inferiorità numerica e facendo affidamento sulle munizioni catturate, i granatieri olandesi si fecero strada fino a raggiungere una posizione sufficientemente adatta per lanciare attacchi di artiglieria contro la pista di atterraggio e la danneggiarono gravemente. Le truppe tedesche vennero costrette ad evacuare gli edifici in fiamme e persero così la loro forte posizione difensiva. I granatieri olandesi riuscirono a riconquistare la pista di atterraggio e a catturare molti soldati tedeschi nelle successive scaramucce.

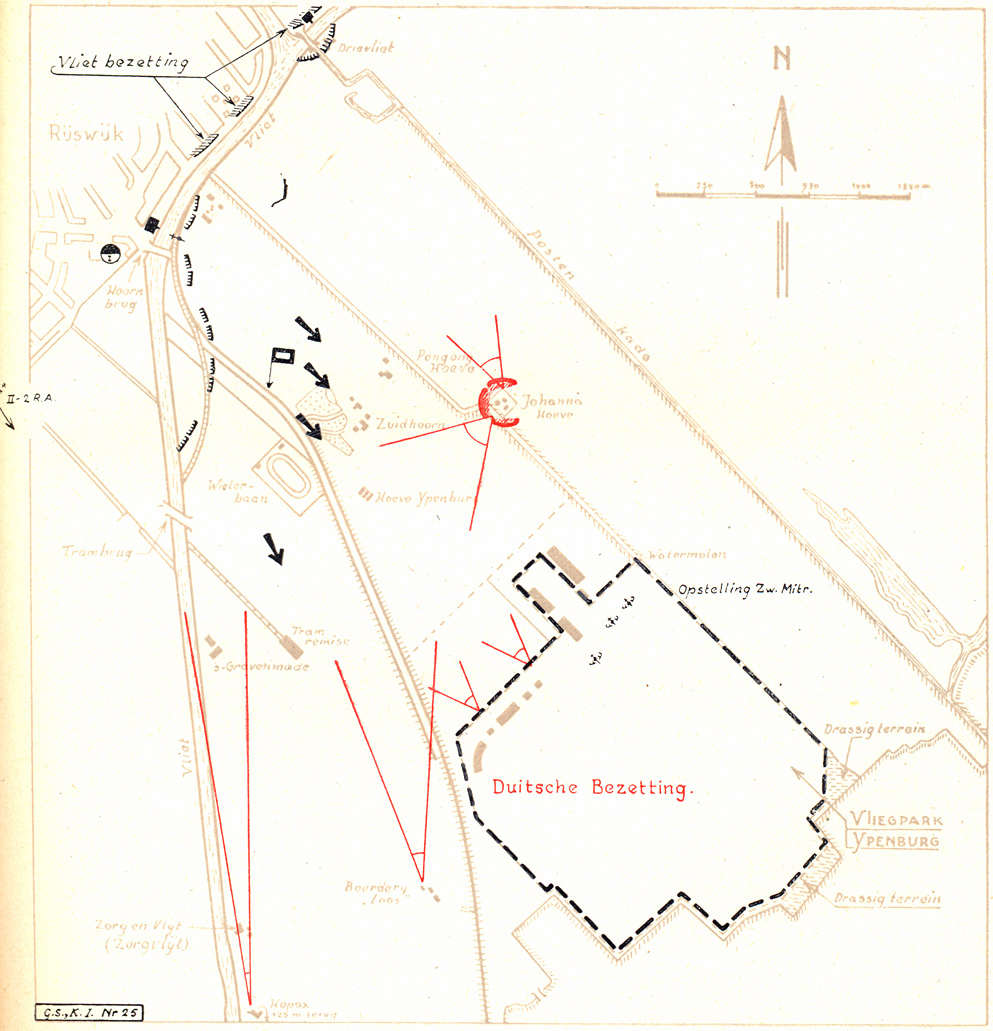
Il contrattacco olandese a Ypenburg

Quattro Fokker T.V olandesi bombardarono la pista di atterraggio di Ockenburg e distrussero i Junkers Ju 52 inattivi. Le truppe olandesi proseguirono quindi con un assalto e costrinsero i tedeschi a ritirarsi. Gli olandesi riuscirono comunque a catturare diversi prigionieri di guerra. Tuttavia, un gruppo di soldati tedeschi si ritirò nei boschi vicini e resistette con successo a qualsiasi ulteriore attacco delle truppe olandesi, che presto si disimpegnarono e vennero reindirizzate verso Loosduinen. Ciò permise ai tedeschi di tornare indietro verso Rotterdam.
Dopo aver isolato Leida e Wassenaar, gli olandesi riconquistarono un importante ponte vicino a Valkenburg. Dopo l'arrivo dei rinforzi, iniziarono ad infastidire i tedeschi a terra. Nel frattempo, i bombardieri olandesi riuscirono a distruggere gli aerei da trasporto tedeschi a terra. I tedeschi si difesero alla periferia dell'aerodromo, ma vennero costretti a ritirarsi a causa del forte fuoco concentrato. Alle 17:30 gli olandesi avevano messo in sicurezza l'area e i tedeschi erano evacuati nel vicino villaggio. Diverse scaramucce per liberare le posizioni occupate vennero combattute tra piccole sacche su entrambi i lati. Gli olandesi utilizzarono il supporto dell'artiglieria dal vicino villaggio di Oegstgeest, che di conseguenza venne gravemente danneggiato.
Alla fine della giornata, le forze olandesi avevano riconquistato gli aeroporti, ma la vittoria tattica fu di breve durata. Il 14 maggio, il bombardamento di Rotterdam da parte della Luftwaffe costrinse il generale Winkelman a capitolare.

## Le vittime
Gli olandesi ebbero 515 vittime. Le perdite della Germania furono 134, per i tedeschi, mentre per gli olandesi furono circa 400. Il numero di feriti, dispersi e prigionieri non è noto con certezza, ma le fonti olandesi stimano questo numero a 700 tedeschi feriti e 1 745 prigionieri; il numero di prigionieri però non è confermato dai tedeschi poiché circa metà di loro furono liberati con la resa olandese. I tedeschi persero inoltre 182 aerei da trasporto, inclusi 47 danneggiati. Molti di essi erano dei Junkers Ju 52.

## Conseguenze
L'effetto principale della battaglia fu inaspettato: le perdite elevate di trasporti aerei. Secondo lo storico militare tenente colonnello E. H. Brongers, queste perdite ebbero un effetto diretto nell'intento d'invadere il Regno Unito. Inoltre, Brongers mentiona l'impatto di queste perdite durante l'invasione di Creta. Poiché i tedeschi non avevano sufficienti aerei per far atterrare le truppe, dovettero lanciare i paracadutisti a gruppi, causando pesanti perdite. Le conclusioni di Brongers sono supportate dallo storico militare colonnello Adriaan Hakkert.
Le restanti forze tedesche fuggite dai campi d'aviazione si dispersero nell'area circostante. Von Sponeck ricevette l'ordine di procedere verso Rotterdam e contribuire alla battaglia per la città. Dei suoi uomini, 1600 furono catturati, di cui 1200 furono mandati in Inghilterra. Durante il cammino verso Rotterdam, von Sponeck e i suoi evitarono diverse trappole olandesi ma dovettero trincerarsi con 1100 uomini per evitare un'umiliante resa, prima del bombardamento finale su Rotterdam che, secondo alcune fonti, venne ordinato personalmente da Hermann Göring per salvare von Sponeck. A causa del fallimento della campagna in Olanda, Hitler perse interesse nella "nuova arma" che erano le truppe aviotrasportate e difatti queste truppe furono impiegate solo a Creta nel 1941. Un gruppo di paracadutisti tedeschi riuscì a respingere gli attacchi nemici a Valkenburg fino alla resa olandese. La regina e il governo olandese riuscirono a fuggire in Gran Bretagna e a costituire un governo in esilio.